# كلية الباني الجامعة
كلية الباني الجامعة هي كلية أهلية تقع في مدينة بغداد في العراق، تأسست عام 2012. معترف بها من قبل وزارة التعليم العالي والبحث العلمي منذ عام 2013، وتقدم برامج البكلوريوس في عدة تخصصات وأقسام متميزة مطلوبة في سوق العمل.

## الأقسام
تضم الكلية الأقسام التالية:
- قسم هندسة تقنيات الحاسوب
- قسم اللغة الإنكليزية
- قسم إدارة الأعمال
- قسم تقنيات الإدارة الصحية
- قسم تقنيات التمويل والمصارف